# Válka o polské následnictví
Válka o polské následnictví (polsky Wojna o sukcesję polską) byla válka, která se odehrála v Evropě v letech 1733–1735 mezi koalicemi Francie, Španělska, Sardinie-Savojska a Parmy na jedné, a Habsburské monarchie, Ruska, Pruska a Saska na druhé straně.
Důvodem války bylo soupeření o polskou korunu mezi Stanislavem Leszczyńským a Augustem III. Saským a také snahy Francie o získání nových území na úkor Svaté říše římské (Lotrinsko) a území v Itálii.
Po smrti polského krále Augusta II. Silného byl Stanisław Leszczyński zvolen 12. září 1733 z rozhodnutí většiny szlachty novým panovníkem. Rusko a Habsburská monarchie se však rozhodly násilím do čela Rzeczypospolite dosadit svého kandidáta v osobě saského kurfiřta Fridricha Augusta II. Ozbrojená sasko-ruská intervence a následující (ve světle práva nelegitimní) volba protikrále Augusta III. dne 5. října 1733 byly pro Francii důvodem k vyhlášení války, kterou 10. října 1733 vyhlásil Ludvík XV. Habsburské monarchii.

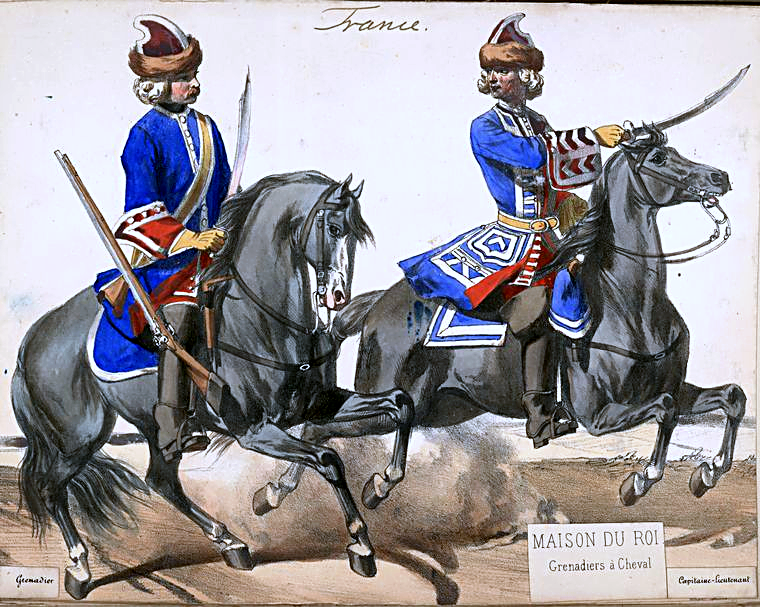
Francouzští jezdečtí granátníci Ludvíka XV.
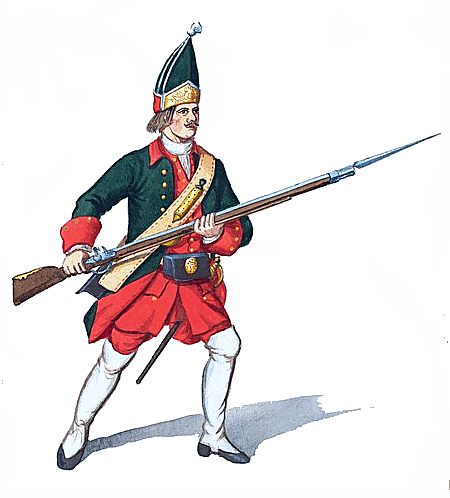
Ruský granátník z roku 1732
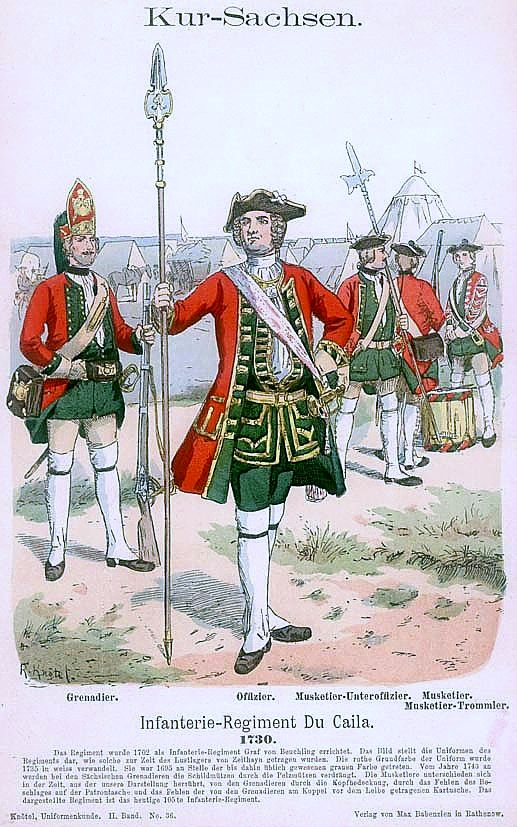
Saská pěchota roku 1730
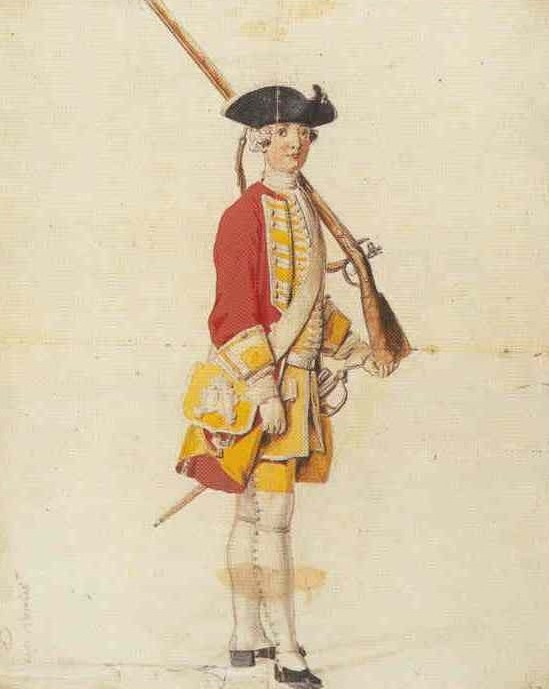
Saský pěšák Augusta II.

### Mapa
- Du CHAFFAT, Antoine. Plan der kayserlichen und reichs Vöstung Philippsburg wie solche erstlich unter Com[m]ando des Marechall de France Duc de Berwik, Anno 1734. d. 23. Maÿ von denen könig. französischen Trouppen berennt, nach dessen davor erlittenen Todt aber unter Com[m]ando des Gen. Marquis D Asfeld ferner fort belagert worden worauf solche nach einer 2 Monat. vigoureusen Resistence des Herrn Gen. F.M. Lieutenant Baron von Wuttgenau d. 18 Julÿ mit accord übergangen [kartografický dokument]. [S. l.: s. n., 1734–1750]. 1 mapa. [Černobílá mědirytina, 55,5 × 49,5 cm na listu 80 × 57 cm, mapa orientována na západ, zobrazuje 008°25’26” v. d. až 008°30’09” v. d.; 049°15’18” s. š. až 049°12’14” s. š., měřítko ca 1 : 118 000, legenda, zdobená kartuš, veduta s ostřelováním Philippsburgu ve spodní části. Dostupnost: Mapová sbírka Přírodovědecké fakulty UK.]